# Einzelhandelsgesetz
In der Bundesrepublik Deutschland trat das Einzelhandelsgesetz (EinzelhandelsG, EHG, exakt Gesetz über die Berufsausübung im Einzelhandel vom 5. August 1957, BGBl. I S. 1121) am Tag nach seiner Verkündung (14. August 1957) am 15. August 1957 in Kraft. Es sah eine Erlaubnispflicht für den Betrieb eines Einzelhandelsgeschäfts vor. Diese hing von einem Sachkundenachweis und der Zuverlässigkeit des Bewerbers ab. 
Das Verlangen des Sachkundenachweises sei verfassungswidrig, soweit es sich nicht um Handel mit Lebensmitteln, Arzneimitteln oder ärztlichen Hilfsmitteln handelt, urteilte 1965 das BVerfG (Bundesverfassungsgericht, Entscheidungssammlung Bd. 19 S. 330). 
1984 wurde das Einzelhandelsgesetz aufgehoben. Die Regelung des Einzelhandels richtet sich seitdem nach den allgemeinen Grundsätzen des Gewerberechts. Für den Arzneimittelhandel gelten Sonderregelungen.

## Weblink
- Digitalisat der Ausgabe Nr. 43/1957 auf bgbl.de